# Ulrik von Lund
Ulrik von Lund (německy Ulrik William Ritter von Lund, uváděn též jako Ulrich Wilhelm) (22. července 1833 Kodaň – 4. října 1902 Gorice) byl rakousko-uherský admirál dánského původu. Svou kariéru začal u obchodního loďstva a v roce 1850 vstoupil k c. k. námořnictvu. Jeho služba byla dlouhodobě spojena s lodí SMS Novara, na níž absolvoval dvouletou cestu kolem světa (1857–1859), v roce 1864 na ní doprovázel arcivévodu Maxmiliána do Mexika a nakonec byl jejím velitelem jako výcvikové lodi (1881–1882). Mezitím vedl další zaoceánské plavby, vyznamenal se účastí ve válkách, působil také v námořní administraci a postupoval v hodnostech. V roce 1874 byl povýšen do šlechtického stavu a v roce 1884 odešel do penze v hodnosti kontradmirála.

## Životopis

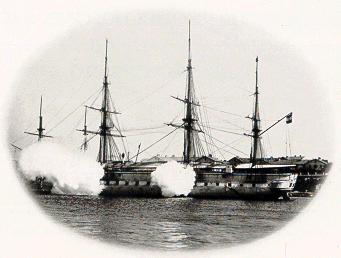
Fregata SMS Novara, na níž Ulrik Lund absolvoval cestu kolem světa (1857–1859), doprovázel na ní v roce 1864 arcivévodu Maxmiliána do Mexika a později byl jejím velitelem jako výcvikové lodi vyřazené z aktivní služby (1881–1882)

Pocházel z Dánska, narodil se jako starší syn do rodiny právníka a vysokého státního úředníka Georga Christiana Lunda (1799–1867). Studoval na námořní škole v Kodani, vstoupil k obchodnímu loďstvu a absolvoval cestu do Ameriky. V roce 1850 vstoupil k rakouskému válečnému námořnictvu v hodnosti kadeta. Plavil se po Středomoří a již v roce 1851 získal hodnost praporčíka. Vystřídal službu na různých lodích, na fregatě SMS Novara absolvoval dvouletou cestu kolem světa pod velením kapitána Wüllerstorf-Urbaira (1857–1859). Po návratu sloužil na zcela nově postavené řadové lodi SMS Kaiser (1860). Mezitím postupoval v hodnostech (poručík II. třídy 1857, poručík I. třídy 1860) a působil mimo jiné u námořních základen v Terstu a Pule. 
Jako první důstojník na fregatě SMS Novara doprovázel v roce 1864 císaře Maxmiliána do Mexika, po návratu do Evropy byl přidělen ke sborovému námořnímu velitelství v Pule a na lodi SMS Novara se stal velitelem (1865). V roce 1866 byl povýšen na korvetního kapitána a jako velitel lodi SMS Andreas Hofer se vyznamenal v bitvě u Visu během války s Itálií (1866). V dalších letech byl technickým referentem námořní základny v Pule (1866–1867) nebo ředitelem kontrolního úřadu zásobování v Terstu (1868–1869).
V hodnosti fregatního kapitána (24. října 1869) byl velitelem lodi SMS Santa Lucia, poté vystřídal různé pozice u námořní základny v Terstu. Jako velitel korvety SMS Helgoland absolvoval v letech 1872–1873 desetiměsíční plavbu s kadety námořní akademie. Cesta vedla nejprve k břehům jižní Ameriky do Brazílie, poté loď krátce kotvila v několika přístavech v Karibiku (Kingston, Havana). Nakonec téměř měsíc strávili námořníci v New Yorku, kde palubu lodi mimo jiné navštívil rakousko-uherský vyslanec ve Spojených státech Karl von Lederer. Přes Atlantik se na dvouměsíční zpáteční cestu loď vypravila koncem června 1873.
Po návratu z Ameriky zastával Lund funkci ředitele výzbroje u arzenálu v Pule (1873–1876) a jako strážní loď mu byla přidělena SMS Vulcan. V letech 1877–1878 byl velitelem korvety SMS Donau, která tehdy plnila úlohu staniční lodi na řeckých ostrovech. K datu 1. května 1878 byl povýšen do hodnosti kapitána řadové lodi a následně velel cvičným lodím SMS Adria a SMS Novara (1879–1881). Nakonec byl velitelem obrněných lodí SMS Erzherzog Albrecht a SMS Tegetthoff (1882–1883). Od srpna 1883 zastával funkci prezidenta stálé komise pro výstavbu lodí (Permanente Schiffbau-Commission) a k datu 1. června 1884 byl penzionován. Při té příležitosti zároveň obdržel hodnost kontradmirála.
Po odchodu do výslužby žil ve Štýrském Hradci, v roce 1897 se přestěhoval do Gorice, kde zemřel 4. října 1902 ve věku 69 let. 

## Rodina
V roce 1874 se v Terstu oženil s Hildegardou Salviniovou (1849–1907), dcerou kontradmirála Matthäuse Salviniho von Meresburg (1798–1868). Z manželství se narodily tři děti, z nichž dcera Anna Hieronyma (1875–1876) zemřela v dětském věku. Syn Egon (*1877) působil ve státní správě a byl okresním hejtmanem v Terstu. Mladší syn Bruno (1879–1914) sloužil v c. k. armádě a v hodnosti kapitána padl na začátku první světové války v Haliči.
Ulrikův mladší bratr François Lund (1843–1930) byl kapitánem dánského královského námořnictva. 

## Tituly a ocenění
Za zásluhy byl v roce 1874 povýšen do šlechtického stavu s titulem rytíř (Ritter von Lund). Během služby u námořnictva získal několik vyznamenání v Rakousku-Uhersku i v zahraničí.

### Rakousko-Uhersko
- Řád železné koruny III. třídy s válečnou dekorací (1866)
- Válečná medaile (1873)
- Služební odznak pro důstojníky III. třídy (1875)
- Vojenská záslužná medaile (1890)
- Jubilejní pamětní medaile (1898)

### Zahraničí
- důstojnický kříž Řádu Guadalupe (1864, Mexiko)
- komandér ský kříž Řádu mexického orla (1867, Mexiko)
- komandérský kříž Řádu Pia IX. (1869, Papežský stát)
- komandérský kříž Řádu Františka I. (1869, Království Obojí Sicílie)